# Probosca aethiopica
Probosca aethiopica is een keversoort uit de familie schijnboktorren (Oedemeridae). De wetenschappelijke naam van de soort is voor het eerst geldig gepubliceerd in 1939 door Pic.